# 쿠타 (인도네시아)

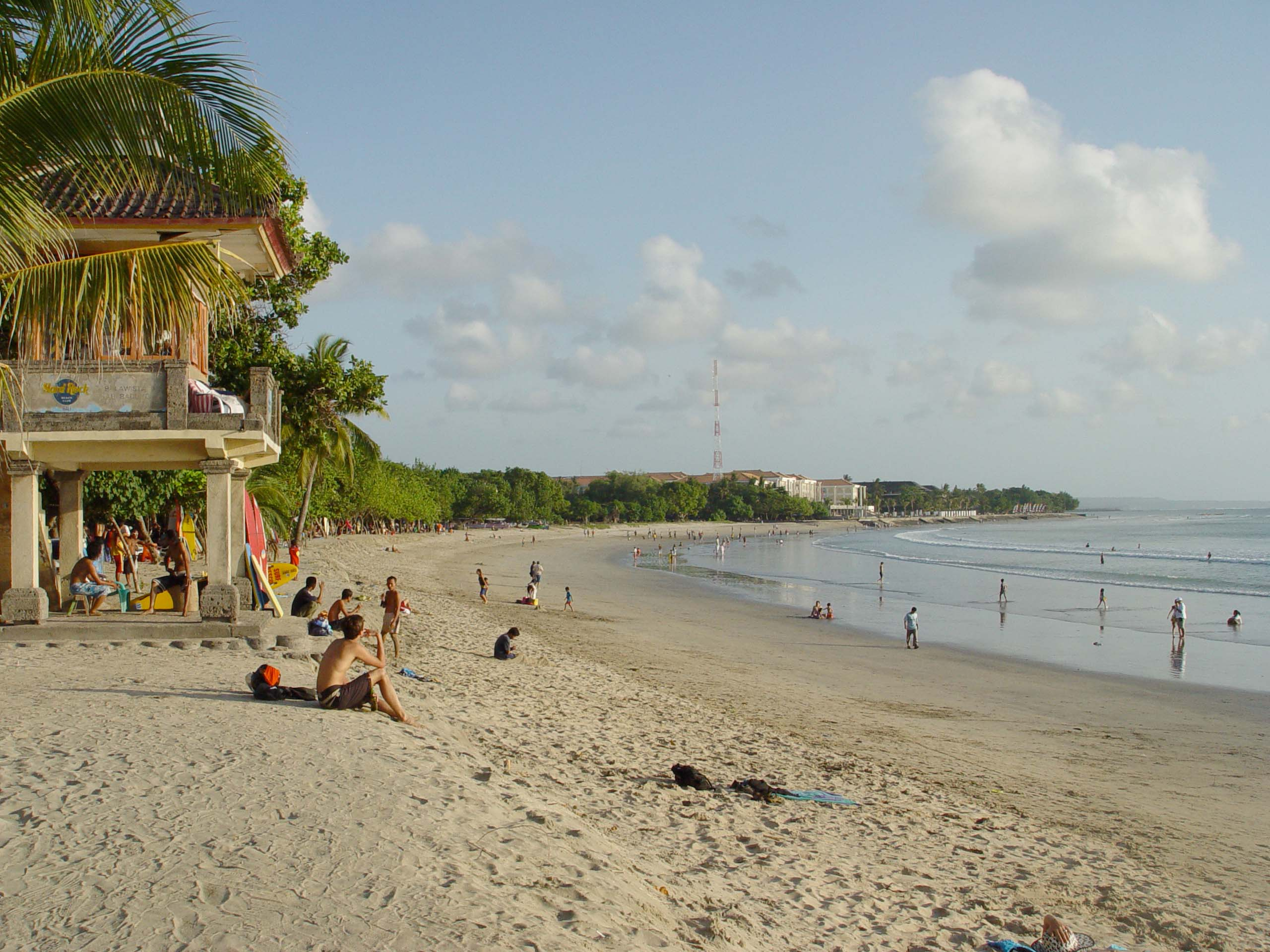
쿠타 해변

쿠타(Kuta)는 인도네시아 발리주에 위치한 마을로, 바둥군에 속한다. 꾸따는 덴파사르 광역권에 속하며, 덴파사르에서 남쪽으로 약 12km 정도 떨어져 있다. 예전에는 한적한 어촌이었으나 발리의 관광 산업이 발전하면서 발리 관광의 주요한 지역이 됐다.

## 같이 보기
- 짐바란